# Yvonne Furneaux
Yvonne Furneaux; właściwie Yvonne Élisabeth Scatcherd (ur. 11 maja 1926 w Roubaix, zm. 5 lipca 2024 w North Hampton) – francuska aktorka filmowa.

## Wybrana filmografia
- 24 godziny z życia kobiety (1952) jako Henriette
- Pan na Ballantrae (1953) jako Jessie Brown
- Opera żebracza (1953) jako Jenny Diver
- Czarny książę (1955) jako Marie
- Przyjaciółki (1955) jako Momina De Stefani
- Mumia (1959) jako Isobel Banning/księżniczka Ananka
- Słodkie życie (1960) jako Emma
- Hrabia Monte Christo (1961) jako Mercédes
- Czarni wojownicy (1962) jako Jassa
- Morderca (1963) jako Clara Saccard
- Semiramida (1963) jako Semiramida
- Sekret doktora Mabuse (1964) jako Gilda Larsen
- Lew z Teb (1964) jako Helena Trojańska
- Wstręt (1965) jako Helen Ledoux
- Skandal (1967) jako Christine Belling
- W imieniu narodu włoskiego (1971) jako Lavinia Santenocito